# Al-Awar
Al-Awar (arab. الأعور) – wieś w Syrii, w muhafazie Hims. W 2004 roku liczyła 673 mieszkańców.